# Atlético Veragüense
Atlético Veragüense is een Panamese voetbalclub uit Veraguas. De club werd opgericht in 2003.
Alianza FC · 
CD Árabe Unido · 
Chepo FC · 
Chorrillo FC · 
Independiente FC · 
Plaza Amador · 
Río Abajo FC · 
San Francisco FC · 
Sporting San Miguelito · 
Tauro FC